# Santiago Paiva
Santiago Martín Paiva Mattos (* 11. Januar 1999 in Montevideo) ist ein uruguayischer Fußballspieler, der als Leihspieler vom Danubio FC beim Cerro Largo FC unter Vertrag steht.

## Karriere
Der aus der Jugendabteilung des Danubio FC stammende Santiago Paiva wurde zum Ende der Clausura 2017 in die erste Mannschaft des Hauptstadtvereins befördert. Am 26. November 2017 (14. Spieltag der Clausura) debütierte er bei der 0:5-Auswärtsniederlage gegen den Liverpool FC in der höchsten uruguayischen Spielklasse, als er in der 62. Spielminute für Ignacio González eingewechselt wurde. Dies blieb sein einziger Einsatz in diesem Spieljahr und auch in der folgenden Saison 2018 bestritt Paiva nur zwei Ligaspiele.
In der folgenden Apertura 2019 bekam er mehr Chancen auf Einsatzzeit, die er schließlich auch nutzen konnte. Am 5. Mai 2019 (11. Spieltag der Apertura) holte er im Heimspiel gegen den CA Juventud de Las Piedras kurz vor dem Halbzeitpfiff einen Strafstoß heraus, welcher von Carlos Grossmüller zum zwischenzeitlichen 2:3-Anschluss verwandelt wurde. Nach der Pause schoss er seine Mannschaft mit seinen ersten beiden Ligatoren zum 4:3-Sieg. In den nächsten Ligaspielen wurde startete er stets, so dass er die Apertura mit fünf Toren und drei Vorlagen in neun Einsätzen stark beenden konnte. In der Intermedio und Clausura konnte er dies Quote nicht halten und er schaffte nur noch vier Tore in 16 Einsätzen. In der nächsten Spielzeit machte er in 31 Ligaeinsätzen sechs Treffer, musste mit Danubio jedoch den Abstieg in die Zweitklassigkeit antreten.
Paiva blieb der höchsten uruguayischen Spielklasse aber erhalten, denn im April 2021 wurde er für das gesamte Spieljahr an den Erstligisten Cerro Largo FC ausgeliehen.